# Theodor Tirkkonen
Theodor Alexander Tirkkonen (ur. 6 lutego 1883 w Helsinkach, zm. 24 kwietnia 1951 tamże) – zapaśnik reprezentujący Finlandię. Olimpijczyk ze Sztokholmu 1912, gdzie zajął jedenaste miejsce w wadze średniej.
Srebrny medalista mistrzostw świata w 1911 roku. Mistrz kraju w 1904, 1905 i 1906 roku.
Jego brat Paul Tirkkonen był również zapaśnikiem i olimpijczykiem z tych samych igrzysk.

## Letnie Igrzyska Olimpijskie 1912
| Konkurencja           | Rundy eliminacyjne | Rundy eliminacyjne      | Rundy eliminacyjne      | Rundy eliminacyjne | Klas. końcowa |
| Konkurencja           | Przeciwnik I       | Przeciwnik II           | Przeciwnik III          | Przeciwnik IV      | Miejsce       |
| --------------------- | ------------------ | ----------------------- | ----------------------- | ------------------ | ------------- |
| 75 kg styl klasyczny. | Noel Rhys (GBR) Z  | Claes Johansson (SWE) P | Fritz Johansson (SWE) Z | Jan Sint (NED) P   | 11.           |